# 萨尔布里
萨尔布里（法語：Salbris，法語發音：[salbʁi]），法国中部城市，中央-卢瓦尔河谷大区卢瓦-谢尔省的一个市镇，隶属于罗莫朗坦-朗特奈区，其市镇面积为106.61平方公里，2022年1月1日时人口数量为4,880人，在法国城市中排名第2,248位。
萨尔布里位于卢瓦-谢尔省东部，索洛涅森林腹地，是一个区域性的中心城市，A71高速公路、巴黎—图卢兹铁路和多条地方公路在此交汇。萨尔布里被称为“法国狩猎之都”（Capitale de la chasse），其附近为广袤的林地，并有多处沼塘分布。

## 地名来源
“Salbris”一名来源于高卢语“Salera briva”，意为“索德尔河上的桥”。

## 历史

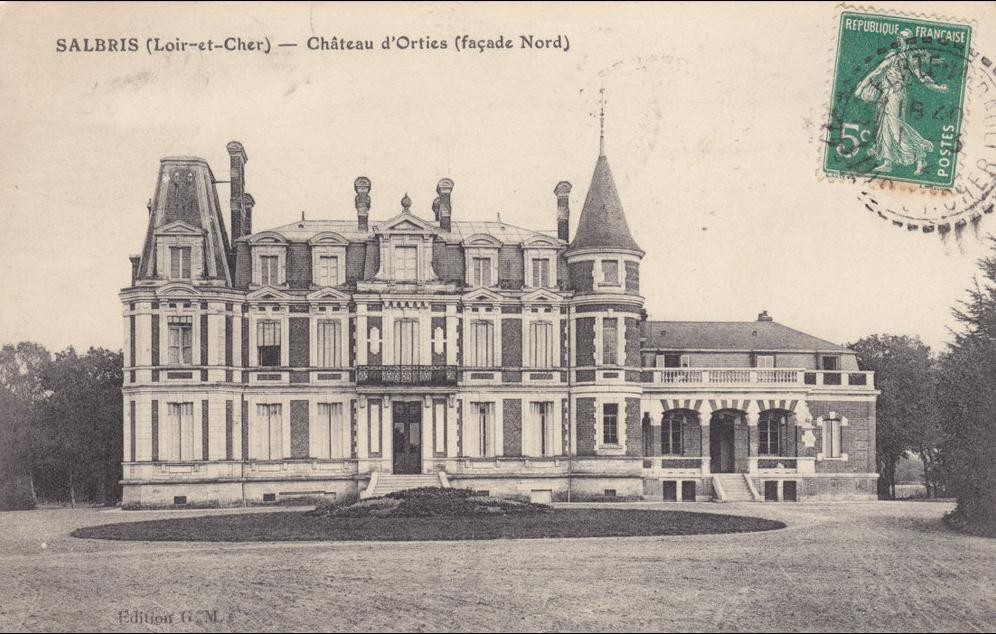
19世纪末萨尔布里的一处私人城堡

萨尔布里早期历史尚不清楚。根据当地官方网站的介绍，中世纪时，萨尔布里为安博堡庄园的领地，隶属于楠赛伯国（comté de Nançay）。14世纪时，当地建成了圣乔治教堂（Église Saint Georges de Salbris），其附近逐渐形成聚落。法国大革命后，萨尔布里成为卢瓦-谢尔省的一个市镇，彼时，其聚落范围仅限于教堂附近，其周边则为广袤的森林。1811年，在拿破仑的要求下，连接巴黎和图卢兹之间的道路被裁弯取直，途径萨尔布里的国道20线逐渐形成，此举使得萨尔布里成为一个重要的驿站。工业革命期间，途径萨尔布里的莱索布赖－蒙托邦铁路首通段于1847年建成，而前往欧比尼和朗特奈方向的地方铁路也于19世纪中后期相继建成，萨尔布里由此成为一个区域性的铁路枢纽。当地人口数量逐年增加，并出现了林木加工厂和面包生产作坊。1923年，法国陆军在萨尔布里附近建成了一处军工厂，后于2018年7月1日正式关闭。

## 地理

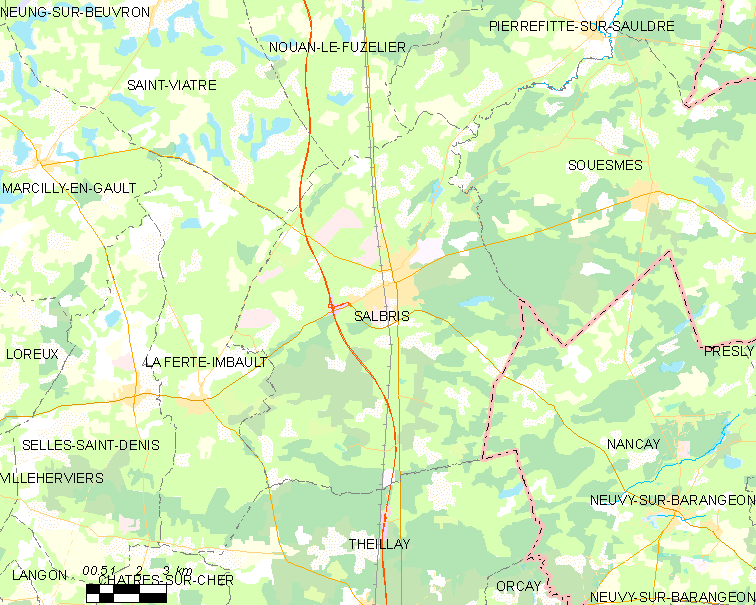
萨尔布里市镇范围地图

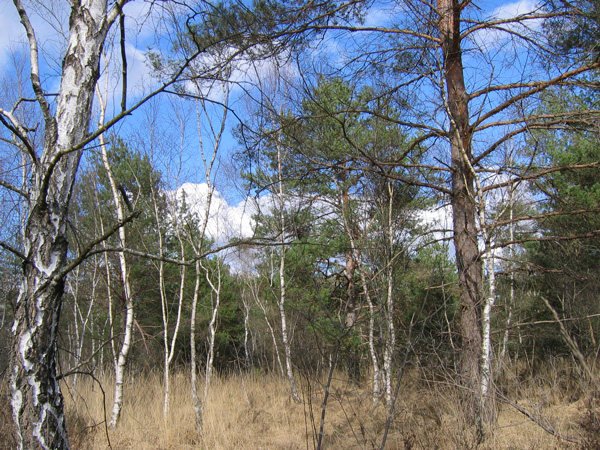
索洛涅森林

萨尔布里位于法国中部，中央-卢瓦尔河谷大区中部和卢瓦-谢尔省东部，距离省会布卢瓦大约66公里。与萨尔布里接壤的市镇包括：圣维亚特尔、努昂勒菲兹利耶、索德尔河畔皮埃尔菲特、马西伊昂戈、安博堡、泰耶、贝萨莫雷勒和楠赛。

### 地形
萨尔布里位于索洛涅平原腹地，境内以平原为主，市镇中心地势较为平坦，少量街区略有起伏，全境海拔在96到131米之间。

### 水文
萨尔布里位于卢瓦尔河流域范围内，其左岸支流索德尔河自东向西蜿蜒流经萨尔布里市区。此外萨尔布里境内还有多处沼塘分布。

### 植被
萨尔布里属于温带阔叶混交林区，其市区位于索洛涅森林的核心地带，索德尔河附近部分区域被开发为绿地休闲公园。
在鲜花城市的评比中，萨尔布里暂未被评级。

### 气候
萨尔布里在柯本气候分类法中属于温带海洋性气候。
距离萨尔布里最近的常年气象站位于泰耶境内，以下为该气象站的数据（其中日照数据取自普吕尼耶气象站）：
| 泰耶 1981年－2019年 | 泰耶 1981年－2019年 | 泰耶 1981年－2019年 | 泰耶 1981年－2019年 | 泰耶 1981年－2019年 | 泰耶 1981年－2019年 | 泰耶 1981年－2019年 | 泰耶 1981年－2019年 | 泰耶 1981年－2019年 | 泰耶 1981年－2019年 | 泰耶 1981年－2019年 | 泰耶 1981年－2019年 | 泰耶 1981年－2019年 | 泰耶 1981年－2019年 |
| 月份                | 1月                 | 2月                 | 3月                 | 4月                 | 5月                 | 6月                 | 7月                 | 8月                 | 9月                 | 10月                | 11月                | 12月                | 全年                |
| ------------------- | ------------------- | ------------------- | ------------------- | ------------------- | ------------------- | ------------------- | ------------------- | ------------------- | ------------------- | ------------------- | ------------------- | ------------------- | ------------------- |
| 历史最高温 °C（°F） | 17.5 (63.5)         | 22 (72)             | 26.5 (79.7)         | 30.5 (86.9)         | 33.8 (92.8)         | 39.3 (102.7)        | 38.5 (101.3)        | 41.2 (106.2)        | 34 (93)             | 31.2 (88.2)         | 23.2 (73.8)         | 19.5 (67.1)         | 41.2 (106.2)        |
| 平均高温 °C（°F）   | 7.5 (45.5)          | 9 (48)              | 13.1 (55.6)         | 16.3 (61.3)         | 20.4 (68.7)         | 23.9 (75.0)         | 26.5 (79.7)         | 26.1 (79.0)         | 22.1 (71.8)         | 17.2 (63.0)         | 11.1 (52.0)         | 7.8 (46.0)          | 16.8 (62.2)         |
| 日均气温 °C（°F）   | 4.1 (39.4)          | 4.7 (40.5)          | 7.7 (45.9)          | 10.3 (50.5)         | 14.3 (57.7)         | 17.5 (63.5)         | 19.7 (67.5)         | 19.2 (66.6)         | 15.7 (60.3)         | 12.2 (54.0)         | 7.2 (45.0)          | 4.6 (40.3)          | 11.4 (52.5)         |
| 平均低温 °C（°F）   | 0.8 (33.4)          | 0.4 (32.7)          | 2.4 (36.3)          | 4.2 (39.6)          | 8.2 (46.8)          | 11.2 (52.2)         | 12.9 (55.2)         | 12.3 (54.1)         | 9.2 (48.6)          | 7.1 (44.8)          | 3.4 (38.1)          | 1.4 (34.5)          | 6.1 (43.0)          |
| 历史最低温 °C（°F） | −22 (−8)            | −15.5 (4.1)         | −12.5 (9.5)         | −5.5 (22.1)         | −2.2 (28.0)         | 0.5 (32.9)          | 3.6 (38.5)          | 2 (36)              | −1.5 (29.3)         | −7 (19)             | −12.5 (9.5)         | −15 (5)             | −22 (−8)            |
| 平均降水量 mm（）   | 67.9 (2.67)         | 58.4 (2.30)         | 58.8 (2.31)         | 64.9 (2.56)         | 73.9 (2.91)         | 56.1 (2.21)         | 60.6 (2.39)         | 60.3 (2.37)         | 61 (2.4)            | 76.6 (3.02)         | 71.2 (2.80)         | 77.2 (3.04)         | 786.9 (30.98)       |
| 月均日照時數        | 64                  | 84.7                | 142.9               | 171.8               | 197.6               | 213.9               | 229.8               | 225.1               | 180.9               | 115.6               | 67.1                | 50.4                | 1,743.8             |
| 来源：infoclimat.fr |                     |                     |                     |                     |                     |                     |                     |                     |                     |                     |                     |                     |                     |

## 行政区划
萨尔布里的市镇编号为41232，邮政编号为41300。
在行政管理方面，萨尔布里隶属于法国中央-卢瓦尔河谷大区卢瓦-谢尔省罗莫朗坦-朗特奈区；在地方选举方面，萨尔布里是索洛涅县的中央投票站所在地，其市镇范围全境被划入卢瓦-谢尔省第二选区；在社会管理方面，萨尔布里是河流索洛涅市镇公共社区的办公驻地。
法国国家统计与经济研究所（简称）在进行数据统计时，将萨尔布里单独设为萨尔布里城市核心区以及萨尔布里城市区。自2020年起，萨尔布里城市区被相同范围的萨尔布里城市辐射区代替。此外，还将萨尔布里市镇整体看作一个“块区”（IRIS），以便于统计人口分布情况。

## 交通

### 公路
A71高速公路经过萨尔布里市区西北，另有多条卢瓦-谢尔省省道在萨尔布里境内交汇，中央-卢瓦尔河谷大区下属的城际客运提供巴士线路，可前往周边部分市镇。
2018年，64.1%的萨尔布里家庭拥有至少一辆私人汽车。2019年，萨尔布里境内共发生各类交通事故4起，造成5人受伤。
| 4 | 2.5 |

| 布卢瓦 | 66 |

| 罗莫朗坦-朗特奈 | 26 |

| 布尔日 | 51 |

| 内尔河畔欧比尼 | 32 |

| 维耶尔宗 | 23 |

| 努昂勒菲兹利耶 | 13 |

### 铁路

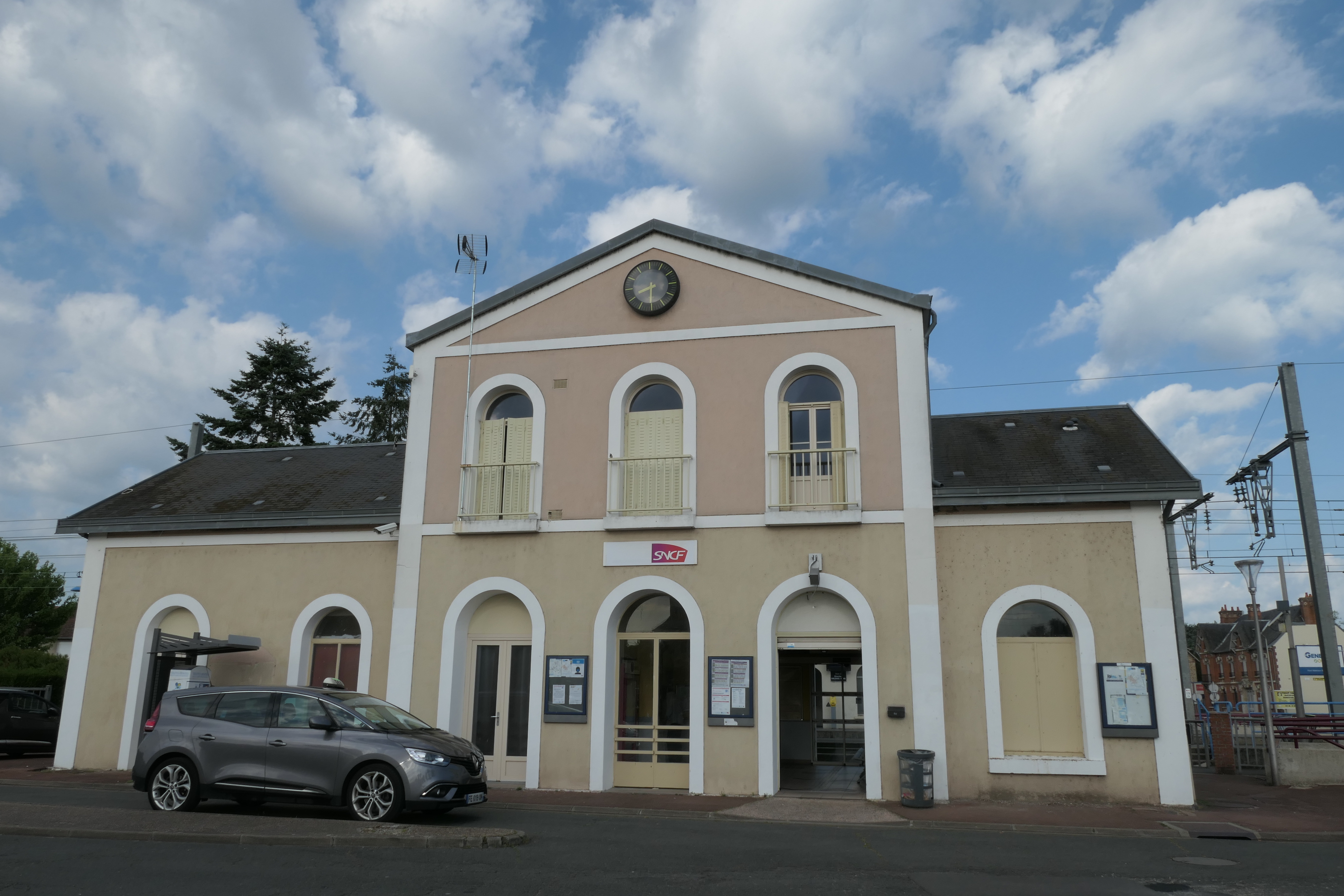
萨尔布里火车站

萨尔布里位于莱索布赖－蒙托邦铁路上。萨尔布里站位于市区西部，停靠往返于奥尔良和维耶尔宗一线的区域列车，部分车次可直达巴黎、讷韦尔、沙托鲁、布尔日及拉苏泰赖讷。

### 航空
距离萨尔布里最近的民用航空站为沙托鲁-代奥勒机场，距离萨尔布里市中心的公路里程约77公里，该机场开行不定期包机航线。

### 城市公共交通
截至2022年8月，萨尔布里暂无城市公共交通系统。当地市政府提供校车线路，主要面对当地中小学生，每天往返一班，仅学生上下课期间运行。

## 政治

### 市政内阁

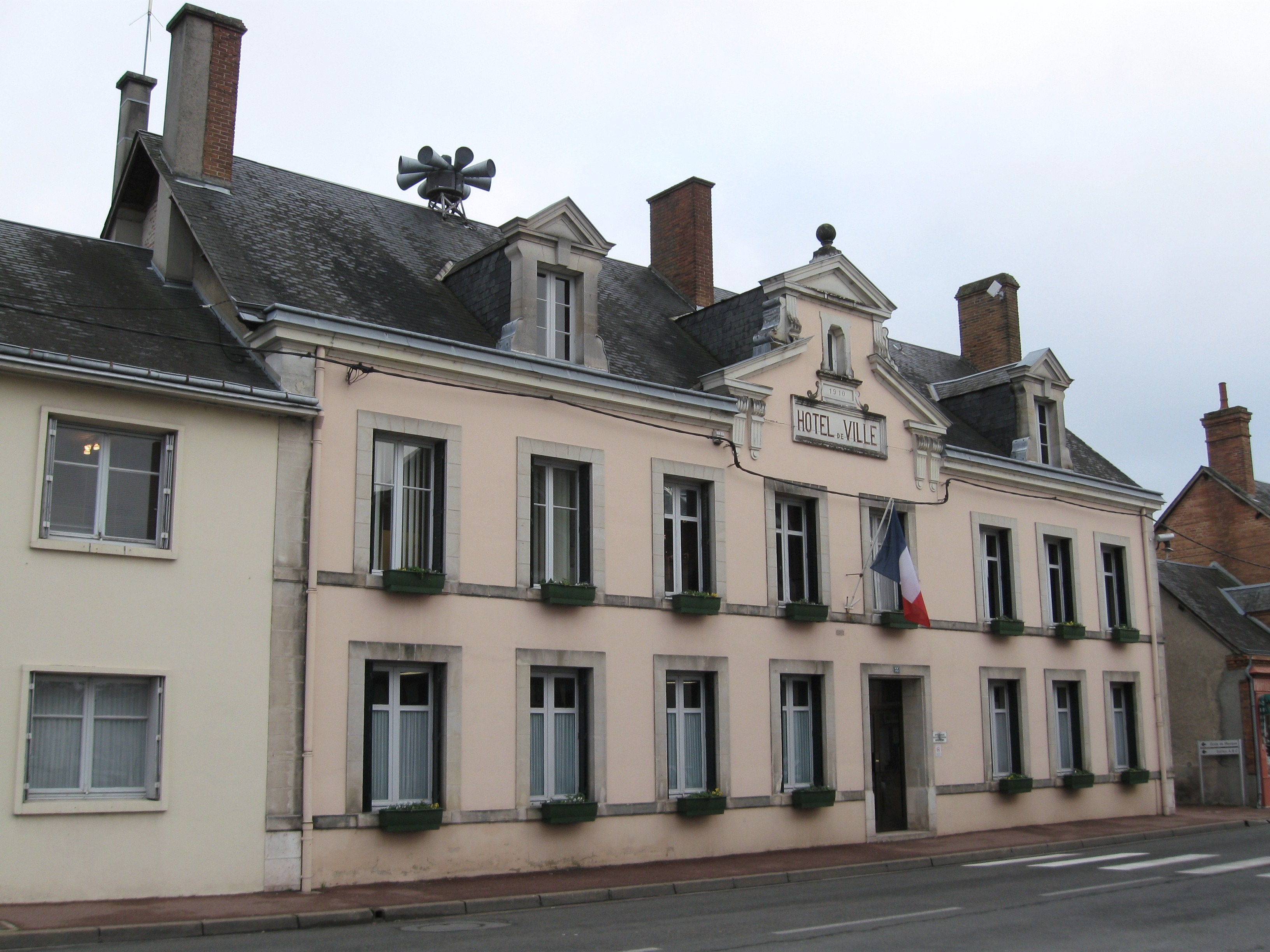
萨尔布里市政厅

萨尔布里的现任市长为亚历山大·阿夫里尔先生（Alexandre AVRIL），他是一名右翼无党派人士，在2020年的市政选举中获得了57.95%的支持率。
| 萨尔布里历届市长 | 萨尔布里历届市长                           | 萨尔布里历届市长  |
| 任期             | 市长                                       | 党派              |
| ---------------- | ------------------------------------------ | ----------------- |
| 1945年－1965年   | Louis BOICHOT 路易·布瓦绍                  | RAD激进党         |
| 1965年－1995年   | Roger CORRÈZE 罗歇·科雷兹                  | RPR保衛共和聯盟   |
| 1995年－1999年   | Jean-Charles DAVEAU 让-夏尔·达沃           | DVG左翼无党派人士 |
| 1999年－2014年   | Jean-Pierre ALBERTINI 让-皮埃尔·阿尔贝蒂尼 | DVG左翼无党派人士 |
| 2014年－2020年   | Olivier PAVY 奥利维耶·帕维                 | DVC混杂中间派     |
| 2020年－         | Alexandre AVRIL 亚历山大·阿夫里尔          | DVD右翼无党派人士 |

### 各级选举
| 萨尔布里历届投票选举结果 | 萨尔布里历届投票选举结果 | 萨尔布里历届投票选举结果 | 萨尔布里历届投票选举结果 | 萨尔布里历届投票选举结果    | 萨尔布里历届投票选举结果 | 萨尔布里历届投票选举结果 | 萨尔布里历届投票选举结果    | 萨尔布里历届投票选举结果 | 萨尔布里历届投票选举结果 |
| 选举项目                 | 选举范围                 | 选区单位                 | 选区单位内的选举结果     | 选区单位内的选举结果        | 选区单位内的选举结果     | 选区单位内的选举结果     | 选区单位内的选举结果        | 选区单位内的选举结果     | 参考资料                 |
| 选举项目                 | 选举范围                 | 选区单位                 | 第一轮胜出者             | 第一轮胜出者                | 支持率                   | 第二轮胜出者             | 第二轮胜出者                | 支持率                   | 参考资料                 |
| ------------------------ | ------------------------ | ------------------------ | ------------------------ | --------------------------- | ------------------------ | ------------------------ | --------------------------- | ------------------------ | ------------------------ |
| 2017年法國總統選舉       | 法國                     | 市镇                     |                          | 玛丽娜·勒庞                 | 28.15%                   |                          | 埃马纽埃尔·马克龙           | 56.46%                   | [ 21 ]                   |
| 2017年法国立法选举       | 卢瓦-谢尔省第二选区      | 市镇                     |                          | 让-吕克·布罗                | 33.67%                   |                          | 让-吕克·布罗                | 57.77%                   | [ 21 ]                   |
| 2019年欧洲议会选举       | 法國                     | 市镇                     |                          | 若尔当·巴尔代拉             | 32.34%                   | （不适用）               | （不适用）                  | （不适用）               | [ 23 ]                   |
| 2021年法国省级选举       | 卢瓦-谢尔省              | 县                       |                          | 帕斯卡·比尤拉克 阿涅丝·蒂博 | 62.81%                   |                          | 帕斯卡·比尤拉克 阿涅丝·蒂博 | 79.22%                   | [ 24 ]                   |
| 2021年法国省级选举       | 卢瓦-谢尔省              | 市镇                     |                          | 帕斯卡·比尤拉克 阿涅丝·蒂博 | 54.65%                   |                          | 帕斯卡·比尤拉克 阿涅丝·蒂博 | 74.93%                   | [ 24 ]                   |
| 2021年法国大区选举       |                          | 市镇                     |                          | 尼古拉·福里西耶             | 46.15%                   |                          | 尼古拉·福里西耶             | 45.02%                   | [ 25 ]                   |
| 2022年法国总统选举       | 法國                     | 市镇                     |                          | 玛丽娜·勒庞                 | 30.62%                   |                          | 玛丽娜·勒庞                 | 50.73%                   | [ 21 ]                   |
| 2022年法国立法选举       | 卢瓦-谢尔省第二选区      | 市镇                     |                          | 罗歇·许多                   | 24.92%                   |                          | 罗歇·许多                   | 50.87%                   | [ 21 ]                   |

## 人口
2020年，萨尔布里市镇人口数量为4,925，在法国排名第2,248位。其中男性2,349人，女性2,604人，75岁及以上人口占13.7%，外籍人口数量为375人，人口密度为46人/平方公里，当地居民被称为（男性）或（女性）。2020年，萨尔布里境内出生30人，死亡人口75人。
| 萨尔布里1901年－2020年人口变化情况 |
|                                    |
| 数据来源：Cassini、INSEE           |

## 经济
萨尔布里是一个区域性的中心城市。截止2022年8月，萨尔布里市镇范围内共有各类用人单位（包含自雇）667家，平均历史为17年，其中99.71%为中小型企业（PME），2022年6月至8月间，当地的经济活力指数为1.05%。 （销售）、（材料）及（公共工程）是当地2021年营业额最高的三个企业，分别为8,409,485欧元、6,528,876欧元和2,860,486欧元。

## 财政与居民收入
2020年，萨尔布里的财政收入总额为6,245,200欧元，财政支出总额为5,940,510欧元，当年的债务总额为4,889,960欧元。2021年，萨尔布里市镇共获得1,140,813欧元的国家财政补助，比上一年减少了10.06%。
2019年，萨尔布里的人均月收入总额为1,988欧元，其中高级职员为3,517欧元，低于法国平均水平（4,230欧元）；中级职员为2,388欧元，低于法国平均水平（2,411欧元）；普通职员为1,691欧元，亦低于法国平均水平（1,740欧元）。
2018年，萨尔布里境内的青壮年（15至64岁）失业率为12.2%，当地47.7%的家庭拥有纳税资格，平均纳税1,858欧元，低于法国平均水平（3,910欧元）。

## 社会事务

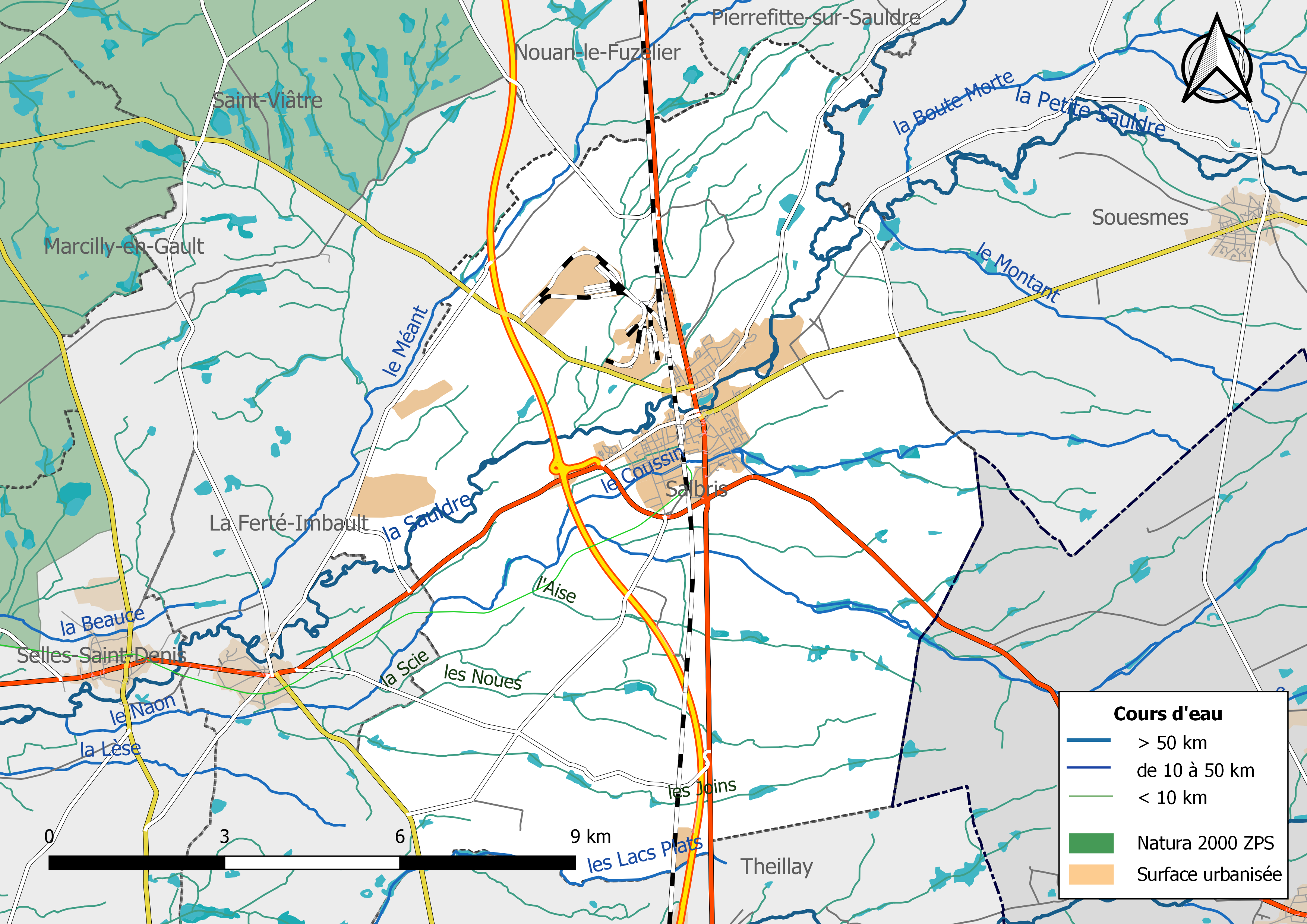
萨尔布里土地利用情况地图

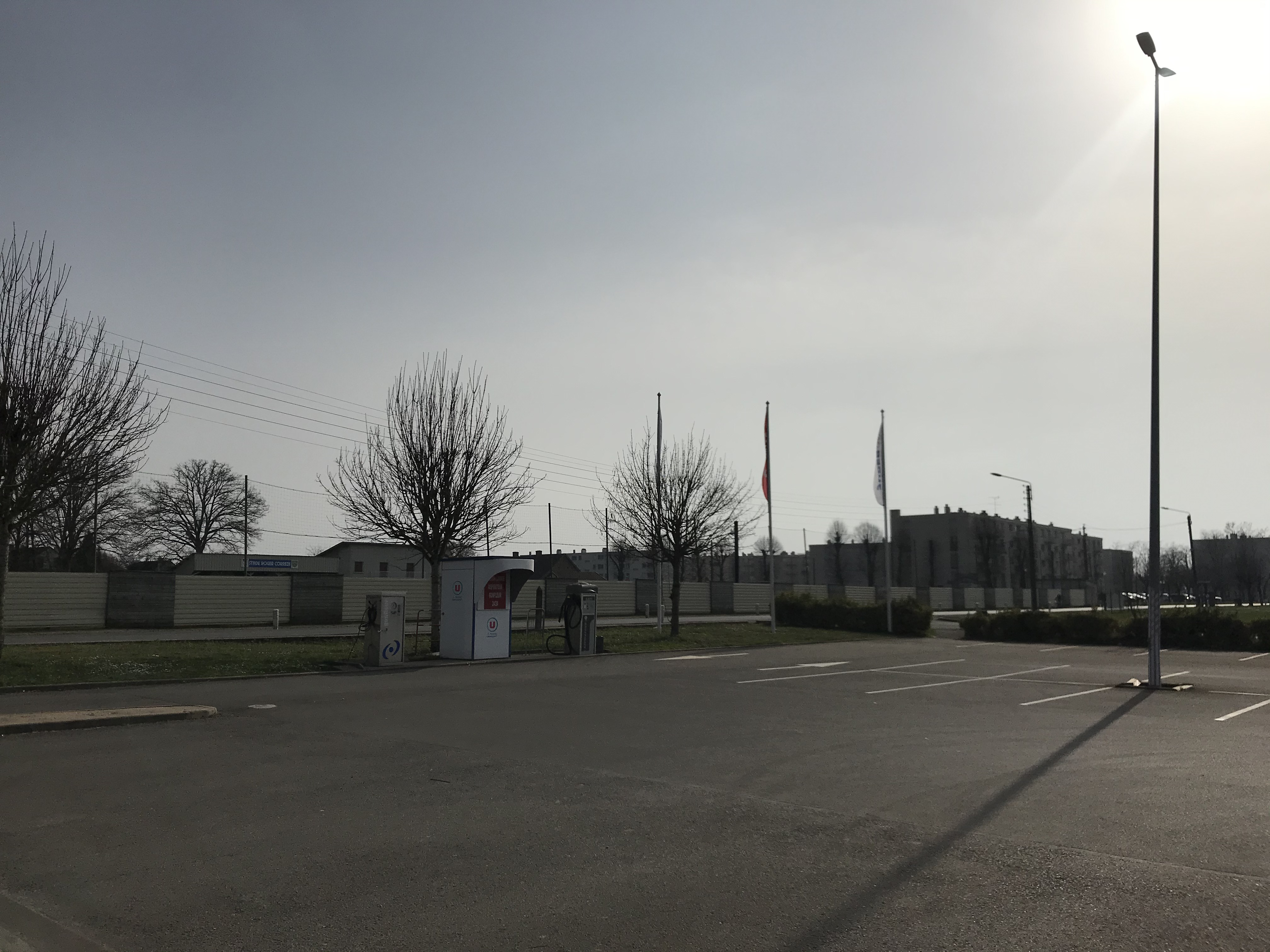
萨尔布里的一处停车场

### 教育
萨尔布里属于奥尔良-图尔学区。截止2020年1月1日，萨尔布里境内共有1所幼儿园、3所小学、2所初级中学。2018至2019学年度，萨尔布里境内共有在校中等教育阶段学生519名。

### 医疗
截止2020年1月1日，萨尔布里境内共有全科医生3名、保健师5名、牙医4名、护士6名、眼科医生1名和助产士1名。境内共有药房2家、养老院1家、残疾人帮扶中心2家。
距离萨尔布里最近的区域性医疗机构为罗莫朗坦-朗特奈中心医院，其主病区位于罗莫朗坦-朗特奈，距离萨尔布里市区的正常车程约半小时，该院设有床位314个，是当地规模最大的公立综合性医院。

### 住房
2018年，萨尔布里境内共有各类住房3,218套，其中78.4%为独立式居民区，20.7%为集中式居民区。常住房屋占萨尔布里市镇范围内居民建筑总量的76.2%。
在住房保障政策方面，2020年，萨尔布里境内共有409户家庭获得了住房经济补助，受益人数占总人口数量的8.1%，其中388份为房租补助。

### 商业
2019年，萨尔布里境内共有各类实体商铺123家，其中餐厅14家、大型超市2家、杂货店1家、面包房4家、肉铺3家、书店1家、银行门店4家、美容美发店5家、汽车维修店14家。市区内有一家家乐福和一家Super U购物商场。

### 体育
2020年，萨尔布里境内共有1家游泳池、3间体育馆、1座综合体育场、4处网球场、3处足球或橄榄球场以及3处篮球或排球场。
截至2022年8月，萨尔布里体育联盟（编号504920）是当地唯一的注册足球俱乐部，成立于1910年，其主队2022至2023赛季参加卢瓦-谢尔省足球联赛丙组（法国第十一级别），其主场为罗歇·科雷兹球场（Stade Roger Corrèze）。

### 环境
萨尔布里的环境事务由其所属的河流索洛涅市镇公共社区联合各级政府协调负责。2019年，萨尔布里境内共有5家污染企业。

### 治安
2019年，萨尔布里市镇范围内有1处宪兵队。
萨尔布里及其附近的共76个市镇是罗莫朗坦-朗特奈国家宪兵队的管辖范围。2020年，该宪兵队累计记录各类案件3,240起，其中盗窃类案件1,545起，经济类案件504起，毒品交易类案件57起。

## 文化
2020年，萨尔布里境内暂无任何文化设施。萨尔布里市政府提供市政图书馆，每周二至六向公众开放。

### 建筑
萨尔布里境内有多处历史建筑，其中镇中心的圣乔治教堂（Église Saint-Georges de Salbris）是当地的地标性建筑物。

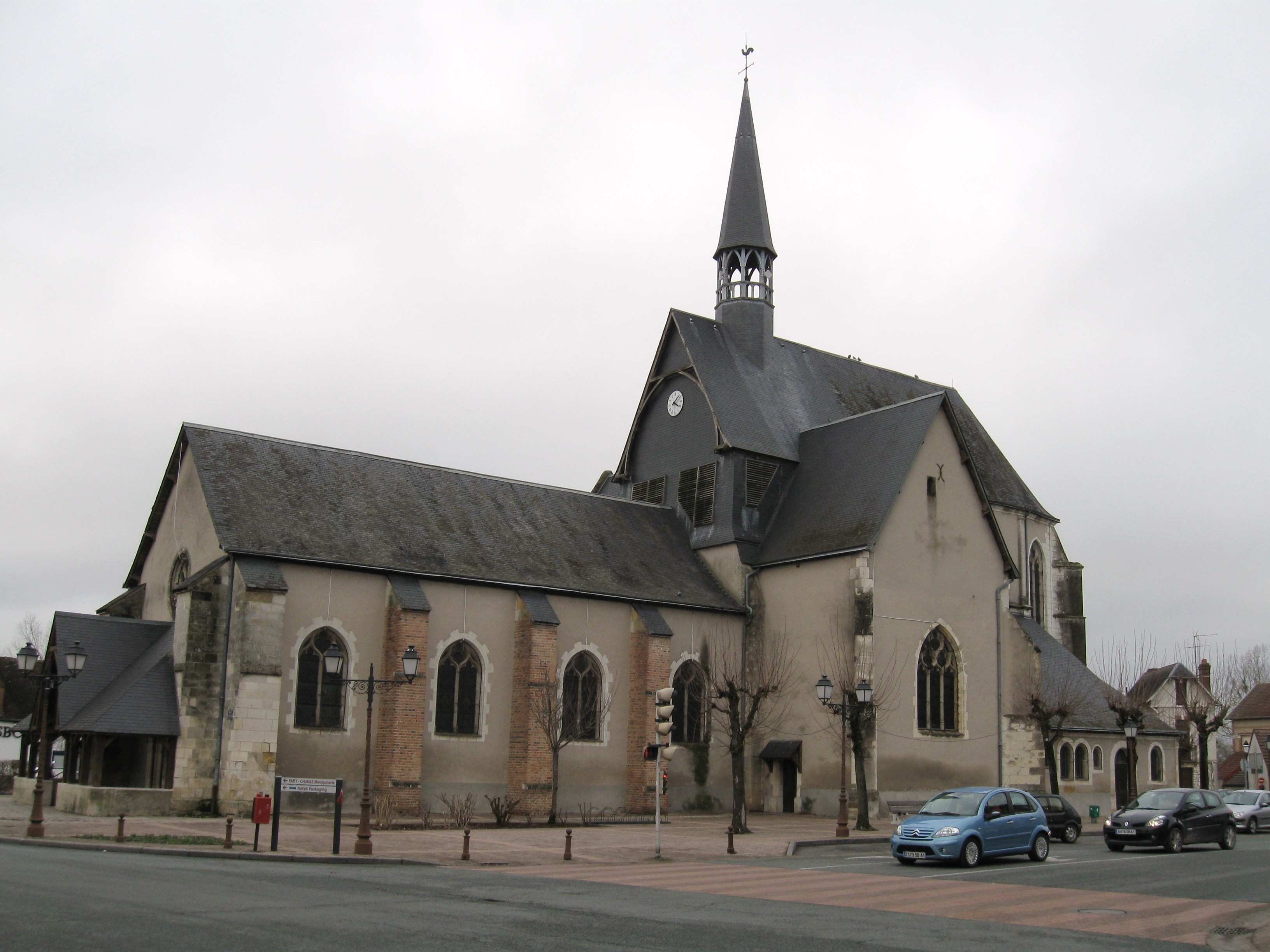
圣乔治教堂
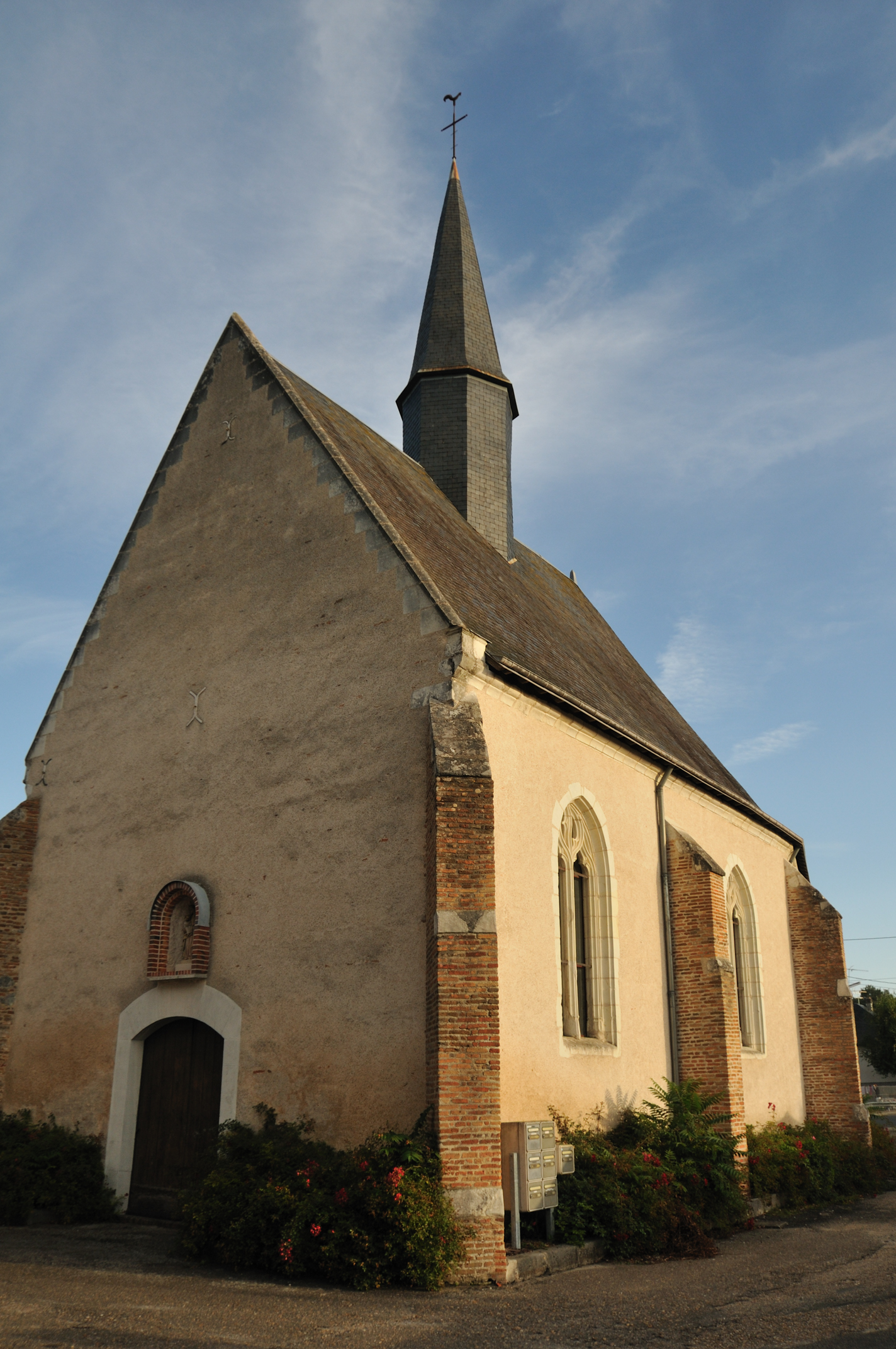
怜悯小教堂
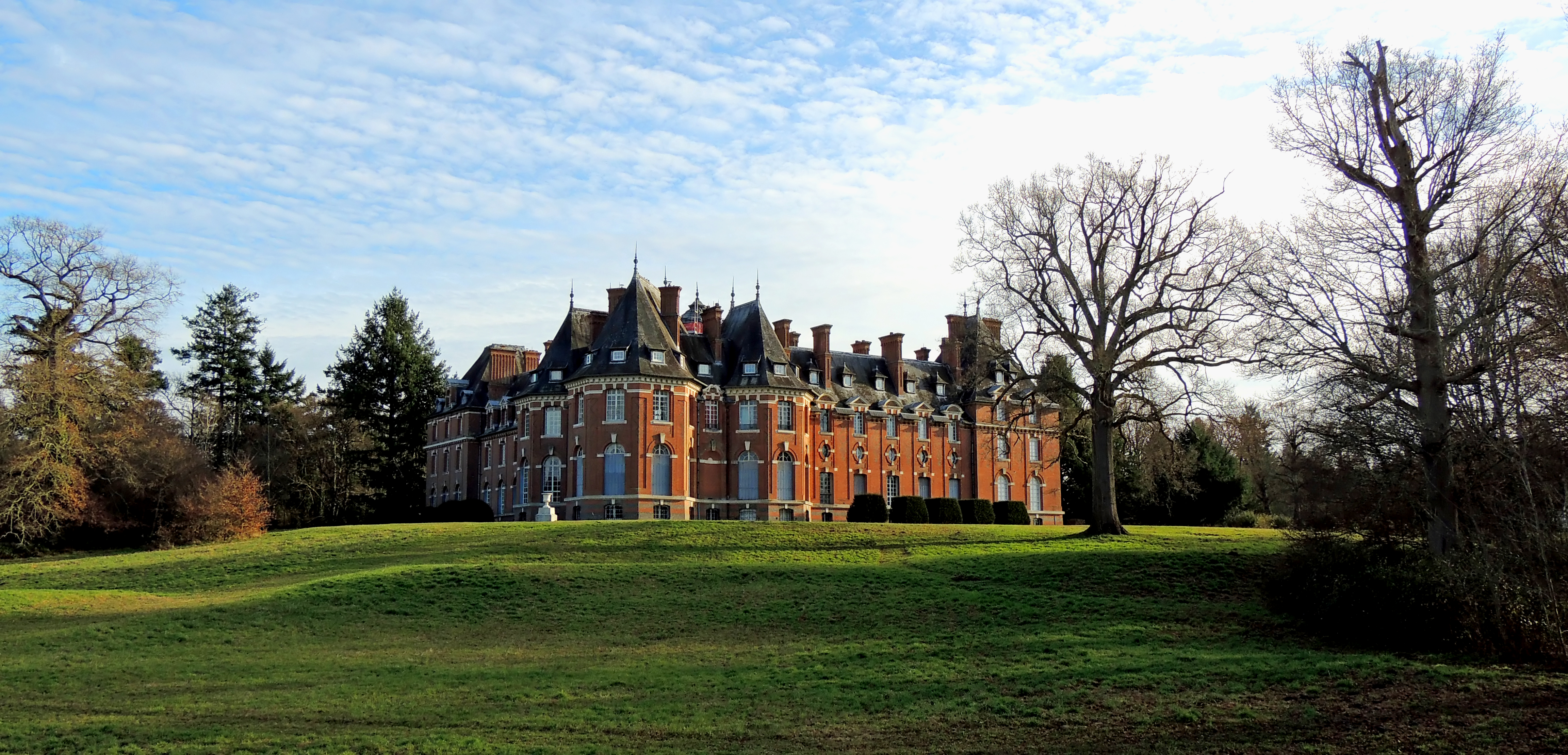
里沃尔德城堡
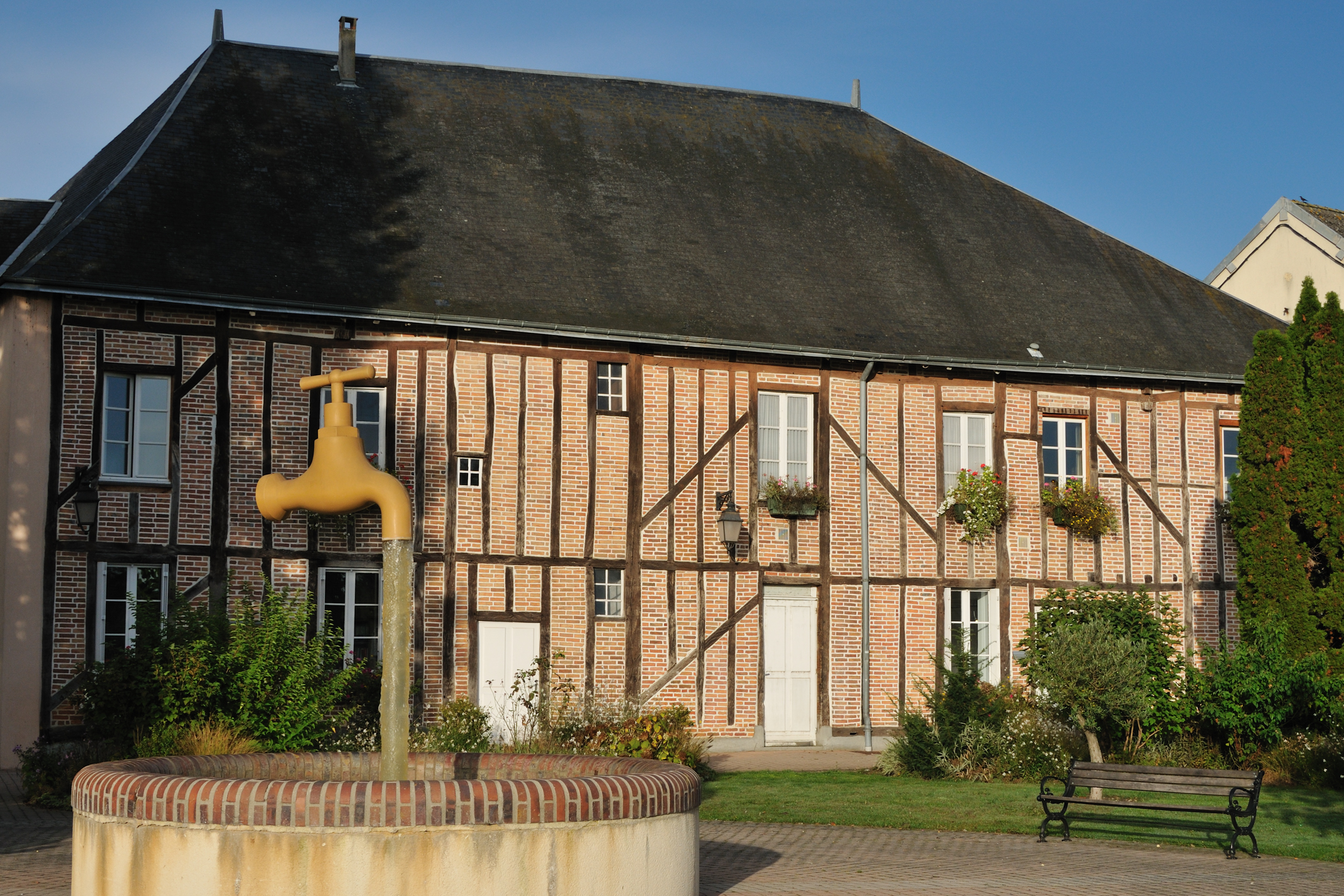
一处历史建筑
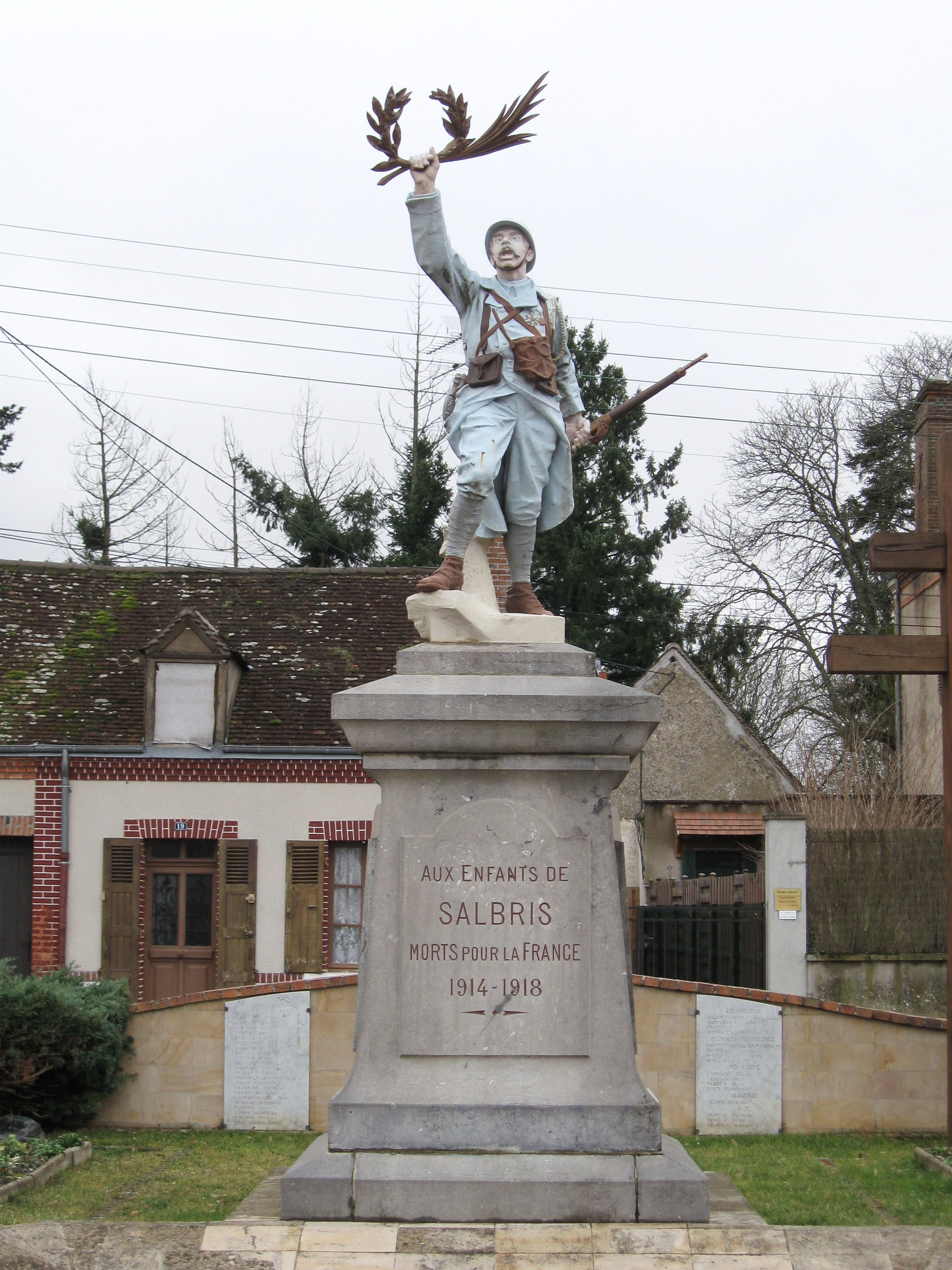
战争烈士纪念碑
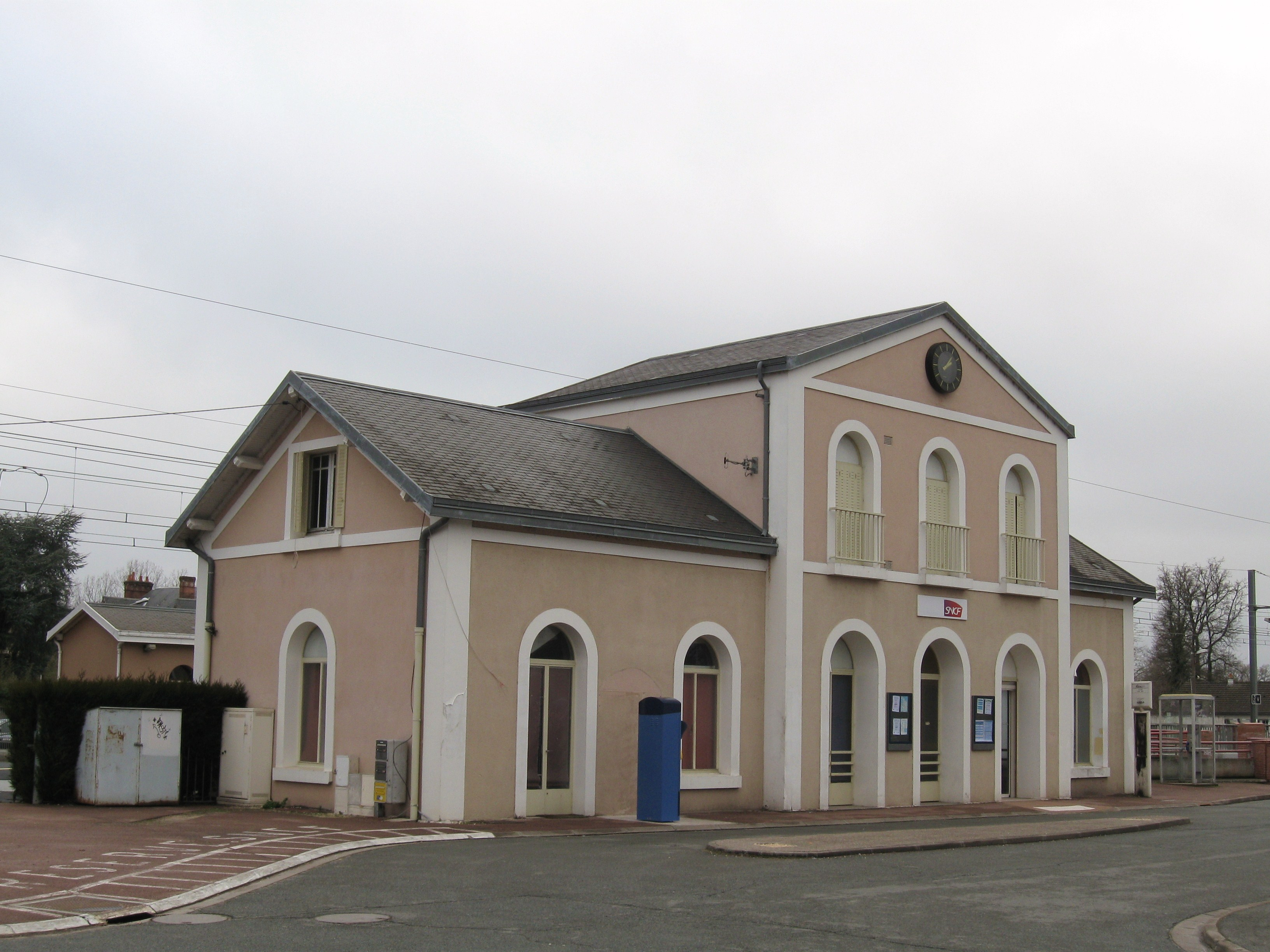
萨尔布里火车站主站房

### 旅游
萨尔布里的旅游事务由其所属的河流索洛涅市镇公共社区负责。2021年，萨尔布里境内共有5家酒店共计86间房间；另有1个露营地，可容纳共176辆露营车。

### 媒体
法国主要的媒体均可在萨尔布里接收，法国电视三台下属的中央-卢瓦尔河谷大区频道在部分时段播出萨尔布里所属区域的地方新闻。图尔卢瓦尔河谷电视台和《中西部新共和国》是当地的主要地方媒体，其总部均位于图尔。此外当地的地方性媒体还有震动广播、蓝色法兰西奥尔良广播等。

## 相关人物
俄罗斯裁判官尼古拉·索科洛夫（1882年－1924年）逝世于萨尔布里。

## 友好城市
截至2022年8月，萨尔布里共与两座城市互为友好城市关系：
- 英格兰 Dymchurch
- 葡萄牙 Loivos